# Erzsébet Schaárová
Erzsébet Schaárová, maďarsky Schaár Erzsébet (29. července 1905[rozpor] Budafok – 29. srpna 1975 Budapešť), byla maďarská sochařka.

## Život
Studovala u Zsigmonda Kisfaludiho Strobla. V roce 1932 jí byla udělena cena pro mladé umělce. V roce 1935 se provdala za sochaře Tibora Vilta.
První samostatnou výstavu měla v roce 1932 v Budapešti. Na konci 40. let vytvořila drobné dřevěné plastiky připomínající postavy Alberta Giacomettiho. V roce 1950 se jim narodil syn Pál. Na začátku 60. let jí nové materiály jako polystyren, lehký plast, umožnily realizovat její nápady ve větším měřítku. Do svých děl navíc zakomponovala architektonické prvky. Okna, dveře nebo krabicovité prostory se staly stejně důležitými jako lidské postavy.
V roce 1970 se konala velká retrospektivní výstava jejích děl v Budapešťské umělecké galerii (Műcsarnok), v roce 1972 následovaly výstavy v Antverpách a Ženevě. Po její smrti byla v roce 1977 její díla vystavena v Lehmbruckově muzeu v Duisburgu. Během jejího života byly na veřejných prostranstvích v maďarských městech postaveny četné její sochy. Např. v Miskolci na nádvoří Národního divadla je socha herečky a operní pěvkyně Rózy Déryné Széppataki (1793–1872), v Moháči busta hudebního skladatele Bély Bartóka.

## Galerie

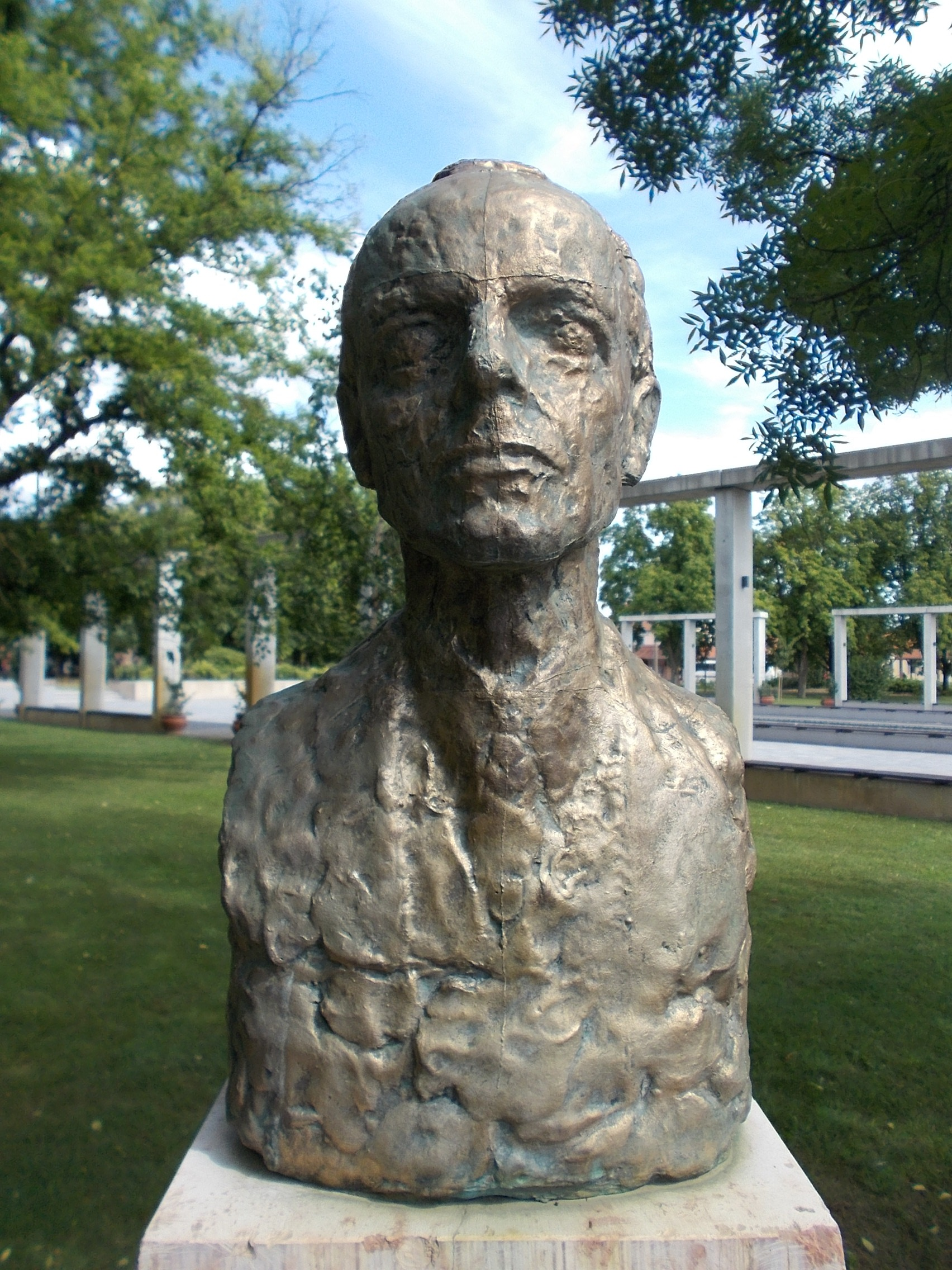
Erzsébet Schaárová: Béla Bartók
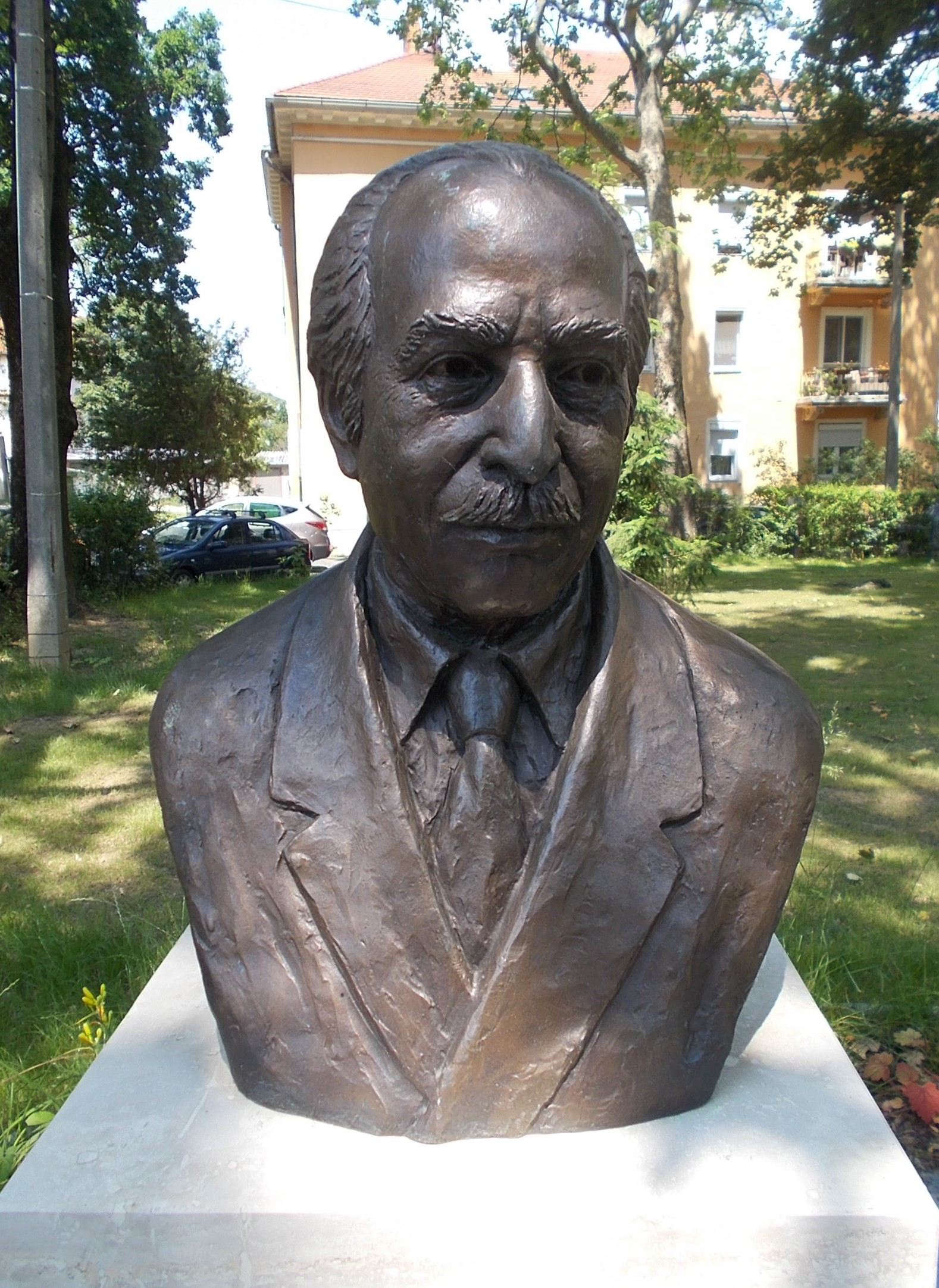
Erzsébet Schaárová: Gábor Andor
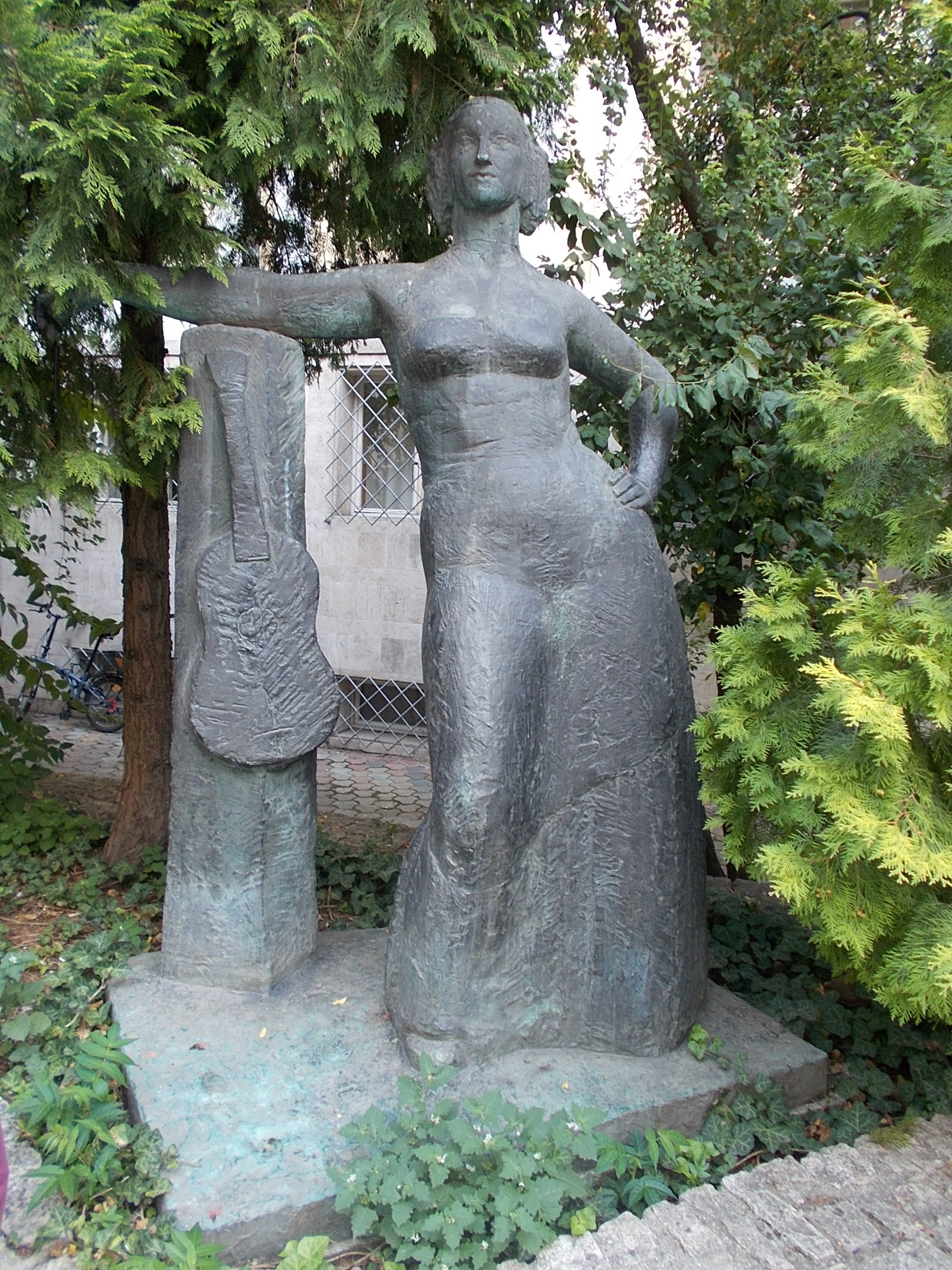
Erzsébet Schaárová: Róza Déryné Széppataki